# The Ratings Game
The Ratings Game (br: O Campeão de Audiência) é um telefilme estadunidense de 1984, do gênero comédia, dirigido por Danny DeVito e produzido por David Jablin.

## Sinopse
Vic DeSalvo (Danny DeVito) é um bem sucedido magnata dos caminhões de Nova Jérsei que tem o desejo de torna-se um produtor de Hollywood - mas ele não tem talento. Ele manda seus roteiros e idéias de um executivo da rede para outra, mas se frustra em cada tentativa.
Finalmente, ele encontra um executivo que acaba de ser demitido, e para se vingar, ele aceita o roteiro de Vic e arranja um episódio piloto para ser filmado. O episódio resultante é abissalmente horrível, tanto na atuação e história, mas Vic conquista grande audiência. Ele decide atuar, bem como escrever e dirigir.
Ele dá uma festa enorme para tornar-se conhecido como "le tout Hollywood", mas ninguém vem, exceto Francine (Rhea Perlman), uma perita em estatística. Eles se apaixonam.
Quando Francine é preferida para uma promoção por seu mulherengo e incompetente chefe, ela revela a Vic como o sistema de classificação pode ser contornado e os resultados corrigidos. Eles conspiram em executar um golpe que fará com que o programa de Vic seja o mais assistido na televisão.
O esquema funciona e Vic é eleito o melhor novo ator em uma grande cerimônia de premiação. Mas a agência descobre o golpe, e assim que Vic  recebe o prêmio, é preso pela polícia.
Francine e Vic se casam na cadeia.